# Peddel
De peddel is een manier om vaartuigen zoals een kano, kajak of raft (voort) te bewegen, wat peddelen wordt genoemd. De peddel onderscheidt zich van een roeiriem doordat een roeiriem op een draaipunt (een dol) aan de zijkant van de boot steunt terwijl een peddel geheel los van de boot door beide handen wordt bewogen.

## Twee typen peddels
- De enkelbladige peddel heeft één blad aan het uiteinde van de steel. Aan de andere kant van de steel bevindt zich meestal een handvat, bijvoorbeeld een kort balkje dat dwars op de steel is geplaatst. De enkelbladige peddel wordt ook wel steekpeddel of pagaai genoemd.
- De dubbelbladige peddel heeft twee bladen aan de uiteinden van de steel. Deze bladen kunnen in een hoek variërend van tussen de 0 en 90 graden ten opzichte van elkaar staan. Een dubbelbladige peddel met een grote hoek ondervindt bij tegenwind minder luchtweerstand bij het door de lucht terughalen van het bovenste blad, maar kan bij zijwind juist lastiger zijn. Een hoek kan ook de polsen ontlasten tijdens het varen, afhankelijk van het type slag dat men heeft en de persoonlijke voorkeur wat dat betreft.[1][2] Er bestaan ook peddels die uit twee delen bestaan en waarbij de hoek zelf aangepast kan worden.

## Afbeeldingen

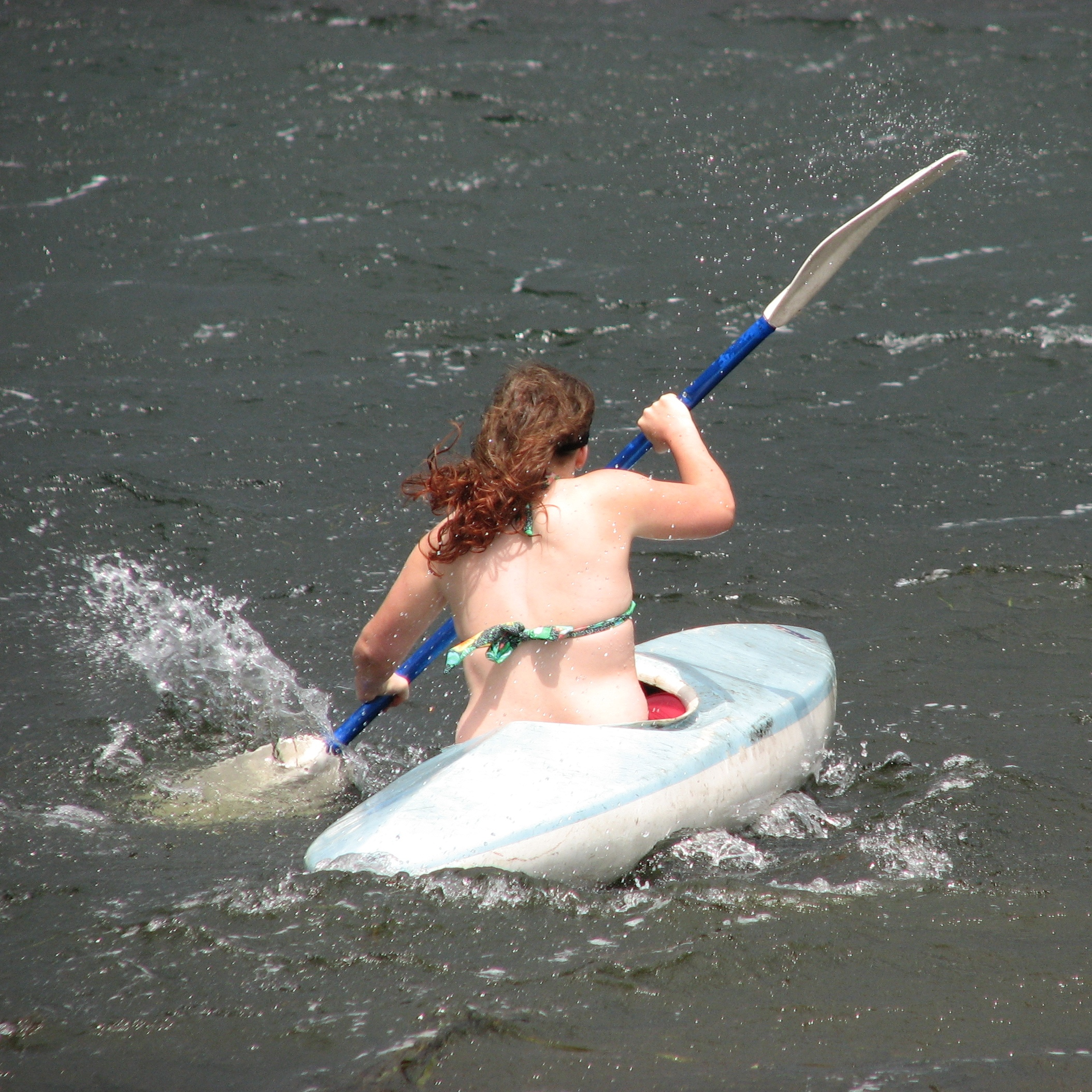
Een dubbelbladige peddel met 90° bladverdraaiing vangt minder tegenwind.
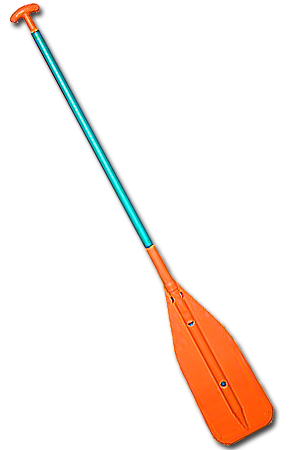
Enkelbladige peddel
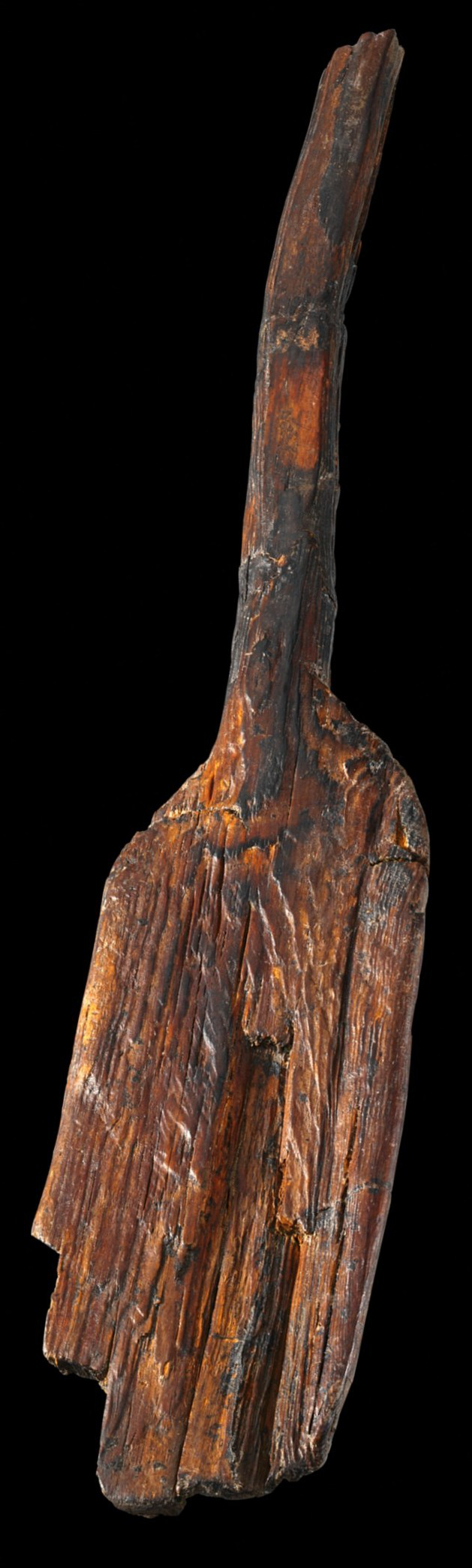
Een van de oudste bekende peddels: een grenenhouten exemplaar uit ca. 6200 v.Chr., gevonden in Sleeswijk-Holstein.